# O mică întîmplare!
O mică întîmplare! (în maghiară Egy csekély esemény) este un film de comedie românesc din 1957 regizat de Gheorghe Turcu, după un scenariu inspirat din nuvela „Rătăcirile lui Salamon” (Félrejáró Salamon, 1956) a lui András Sütő. Rolurile principale au fost interpretate de actorii Marcel Anghelescu, Ștefan Ciubotărașu și Loránd Lohinszky.

## Distribuție
- Marcel Anghelescu — András Lakatos, mic meșteșugar rural
- Ștefan Ciubotărașu — Rotaru, președintele Gospodăriei Agricole Colective (menționat Șt. Ciubotărașu)
- Loránd Lohinszky — Albert Patkós, delegatul Sfatului Popular Raional (menționat Lorand Lohinschi)
- Constantin Dinescu — Mihai Vancu, brigadier agricol, consătean al lui Lakatos
- Rodica Daminescu — soția lui Lakatos (menționată Rodica Daminescu-Andrási)
- Márton Andrási — Mihály Kádi, morar, consătean al lui Lakatos
- Dem. Savu — Crețu, proprietarul a două batoze și a unui tractor
- Mircea Constantinescu — moș Ion, paznicul de noapte al Gospodăriei Colective (menționat M. Constantinescu)
- Haralambie Polizu — șeful de gară
- George Manu — președintele Sfatului Popular Comunal
- Zoe Anghel — soția lui Rotaru
- N.Gr. Bălănescu (menționat Gr. Balanescu)
- Gheorghe Cărare — frizerul comunal (menționat Gheorghe Carare)
- Adriana Coman — Mărioara, țărancă tânără
- Alexandru David
- Ladislau Konya — cântărețul maghiar de la căminul cultural
- Ion Dicu — copil
- Mihai Avram — copil
- Ion Pavelescu	— copil
- Petru Țintea — copil (menționat Petru Tintea)
- Răzvan Atanasiu — copil (menționat Rasvan Atanasiu)
- Gheorghe Tamara — copil
- Carol Kron — grăjdarul (nemenționat)

## Producție
Scenariul filmului este inspirat din nuvela „Rătăcirile lui Salamon” (Félrejáró Salamon, ESPLA, București, 1956) a lui András Sütő și a fost scris de regizorul Gheorghe Turcu, fără acordul lui Sütő, care este menționat la începutul filmului doar ca autor al operei literare de inspirație. Acțiunea nuvelei are loc în satul transilvănean fictiv Gyekefalva, iar centrul raional menționat este Sáros. Au fost modificate unele nume din nuvela originară: astfel, András Salamon a devenit András Lakatos, președintele Kerekes a fost redenumit Rotaru, iar chiaburul Kristóf a devenit Crețu. Personajele Patkós, Vancu și Kádi și-au păstrat numele și etniile originale din nuvelă.
Într-un scurt interviu publicat în numărul din 5 mai 1957 al revistei Vörös Zászló (Steagul roșu), regizorul Gheorghe Turcu afirma următoarele: „Scenariul nu poate urmări în mod servil opera literară originală. Rolul unor personaje și întâmplări crește, în timp ce al altora devine mai mic. Ideea este că filmul reflectă cu fidelitate – dar cu mijloacele sale specifice de exprimare cinematografică și nu altfel – intriga operei originale și caracterizarea personajelor sale. András Sütő a oferit un mare ajutor pentru această sarcină dificilă. Cooperarea sa sistematică și sugestiile și intervențiile sale competente contribuie în mare măsură la asigurarea faptului că scenariul și întregul film păstrează virtuțile și atmosfera narațiunii.”.
O mică întîmplare! a fost primul lungmetraj realizat de Gheorghe Turcu (n. Gheorghe Türkl), un regizor de origine evreiască, originar din Timișoara. Rolul principal a fost distribuit actorului comic român Marcel Anghelescu, în timp ce rolul antagonistului Patkós a fost interpretat de actorul român de etnie maghiară Loránd Lohinszky (menționat Lorand Lohinschi), aflat la debutul său în film. Alți actori maghiari au interpretat roluri minore: Márton Andrási joacă rolul chiaburului Kádi, iar László Kónya (care a devenit un cunoscut bariton al operei românești sub numele de Ladislau Konya) interpretează un cântec popular maghiar, care este singurul element în limba maghiară al filmului.
Filmările au avut loc în perioada martie – mai 1957, cele exterioare la Grim, Apahida și Gilău (Castelul Wass-Banffy), Cluj, Budești, iar cele interioare în studioul recent construit la Buftea. Cheltuielile de producție s-au ridicat la 3.924.000 lei. Durata filmului este de 65 de minute.

## Lansare
Filmul O mică întîmplare! a fost lansat la 1 octombrie 1957 în cinematografele din România, fiind vizionat de 1.274.272 de spectatori, după cum atestă o situație a numărului de spectatori înregistrat de filmele românești de la data premierei și până la data de 31 decembrie 1989 alcătuită de Centrul Național al Cinematografiei.

## Receptare critică
O mică întîmplare! a avut parte de recenzii destul de binevoitoare în presa vremii, fiind menționat în ziarul de partid Steagul Roșu ca „un film reușit”. Ecaterina Oproiu, criticul ziarului Contemporanul, afirma că regizorul a dat „prima dovadă de talent [...] în momentul în care și-a ales ca muză nuvela aspră, curajoasă și sinceră a lui Sütő András”, în timp ce Eugen Atanasiu era mai reținut într-o cronică publicată în ziarul România liberă, dar concluziona totuși că este „un film bine realizat care va place publicului spectator”. Câțiva ani mai târziu, criticul Călin Căliman scria că filmul lui Turcu „era o întâmplare cu haz, dar și cu necaz, despre anumele spirit al unui timp anume: pentru o clipă, Marcel Anghelescu, cu căciula lui roasă și cu cojocu-i lustruit, scotea comedia rurală din mrejele operetei, conferindu-i o scânteie de viață”. (Călin Căliman, Magazin estival Cinema 1984)
Criticii maghiari contemporani din România au fost nemulțumiți de film („A beneficiat filmul de pe urma fidelității literare? Avem îndoieli. [...] Regizorul a mers până acolo încât a respectat atât de mult opera, încât nuvela a rămas o nuvelă în film”), dar concluzia a fost totuși pozitivă: „Filmul este un bun exemplu, o expresie și o consecință firească a conviețuirii frățești româno-maghiare.”. Șaizeci și cinci de ani mai târziu, regizorul maghiaro-român Nándor Jakab-Benke scria într-o analiză a ecranizărilor românești ale operei lui András Sütő că „ritmul filmului de 65 de minute este și astăzi excelent, imaginile sale simple nu sunt plictisitoare nici după 70 de ani, deși adevărata creativitate cinematografică strălucește o singură dată, atunci când arată scena interogatoriului lui Lakatos într-un montaj paralel cu funcționarea mașinii de tăiat lemne, care este din ce în ce mai suprasolicitată și apoi explodează”. O mică întîmplare! este, în opinia lui Jakab-Benke, cea mai fidelă ecranizare românească a unei opere literare a lui Sütő, ca urmare a faptului că a fost realizată într-o epocă politică mai permisivă, dar, cu toate acestea, scriitorul maghiar a mărturisit că nu a fost atras niciodată de scrierea scenariilor și că nu și-a recunoscut creația sa proprie în ecranizările ei.
În ciuda unui răspuns critic onorabil și a succesului la public, Sütő a scris 20 de ani mai târziu că „acest roman scurt al meu, scris în 1955, a fost transformat într-un film, iar apoi, după premieră, a fost pus în cutii, iar capul regizorului a fost tăiat”, această afirmație fiind considerată „complet de neînțeles” de către Jakab-Benke, din moment ce filmul a avut un număr de spectatori decent și nu există dovezi că a fost retras sau interzis, iar regizorul și-a continuat ulterior cariera, realizând ulterior inclusiv o altă ecranizare a unei lucrări a lui Sütő.

## Locuri de filmare

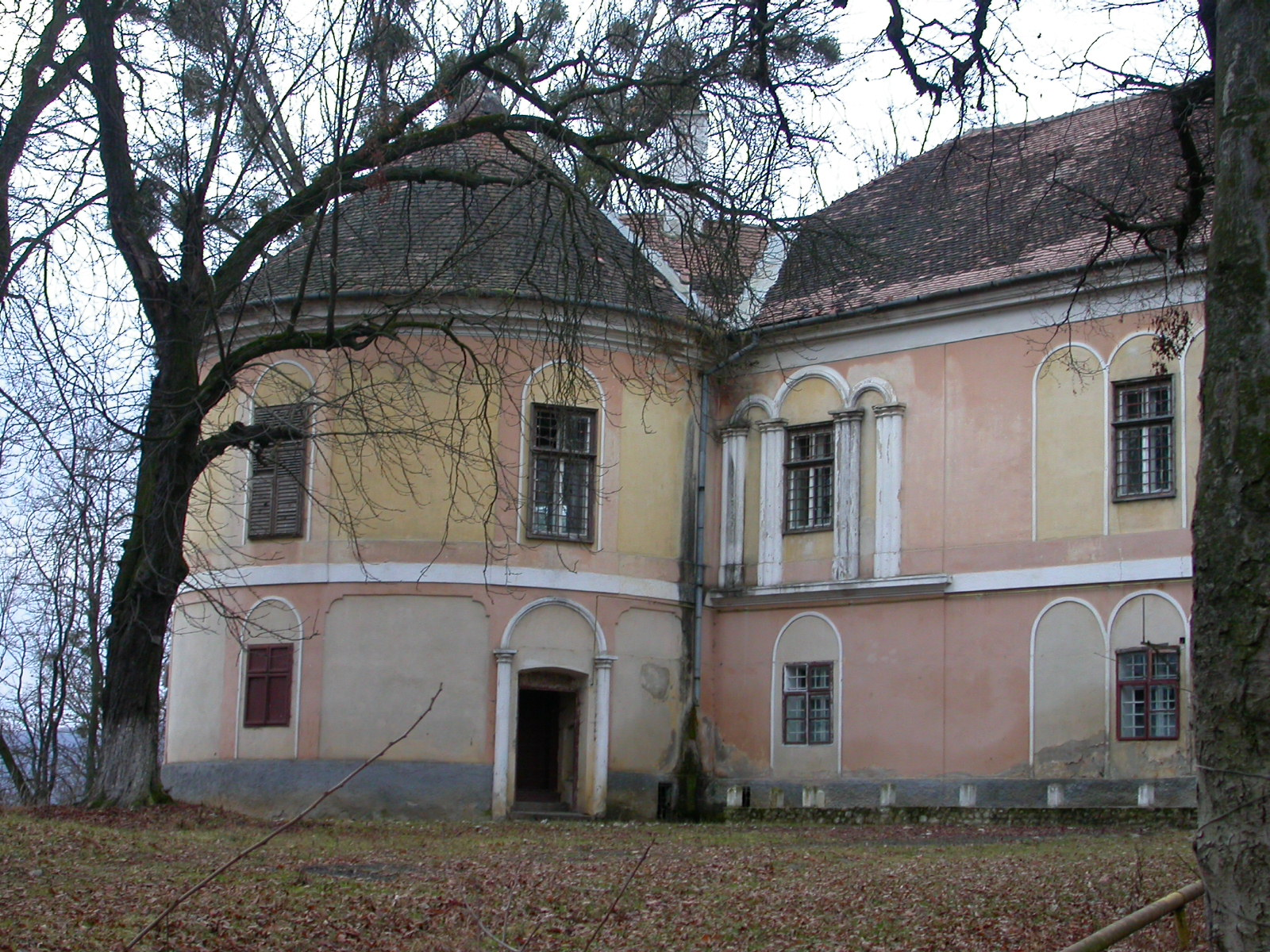
Castelul Wass-Banffy de la Gilău